# Wilfried Krüger (Musiker)

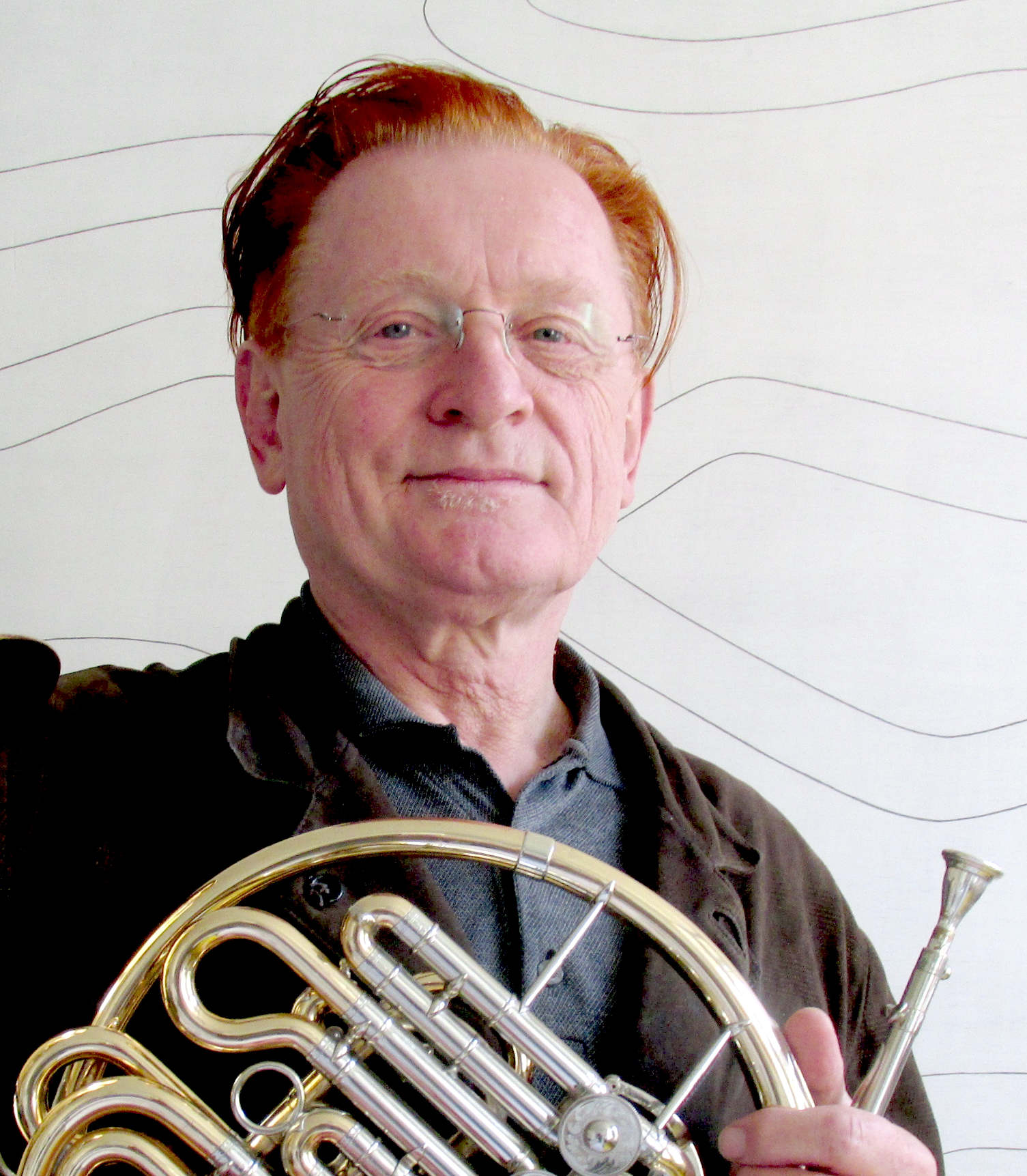
Wilfried Krüger (2016)

Wilfried Krüger (* 20. Dezember 1947 in Diedrichshagen bei Greifswald) ist ein deutscher Hornist und Initiator von Musik- und Kunstprojekten, insbesondere im Bereich der Neuen Musik.

## Leben
Wilfried Krüger wurde 1947 in Greifswald geboren. Nach dem Horn-Studium bei Erich Penzel und Fritz Huth an den Musikhochschulen Köln und Würzburg wurde Wilfried Krüger Mitglied der Düsseldorfer Symphoniker, später Solohornist der Nürnberger Symphoniker. Er war 20 Jahre Dozent am Nürnberger Meistersinger-Konservatorium.
1981/82 war er Gründungsmitglied der Pegnitzschäfer-Klangkonzepte, seit 1986 ist er für deren künstlerische Leitung, Konzeption und Organisation verantwortlich. Seit 2001 gestaltet er mit seinem Ensemble eine Konzertreihe für Neue Musik im Neuen Museum Nürnberg. Zugleich ist er in der Gruppe Autorenmusik (Horn, Kontrabass, Klavier, Elektronik, Tanz) und in der Vereinigung TonVision (Literatur, Musik, Bildende Kunst, Theater) aktiv. Krüger lebt in Nürnberg.

## Berufliche Tätigkeit
Wilfried Krüger hatte Engagements bei den Sinfonieorchestern in Siegen, Recklinghausen und Düsseldorf und war seit 1974 Solohornist bei den Nürnberger Symphonikern. 1979 gründete er das Hornquartett der Nürnberger Symphoniker und mit Sophie Hagemann und Ernst Gröschel das Nürnberger Trio. Er spielte über 100 Aufnahmen beim Bayerischen Rundfunk mit Kammermusik und Solokonzerten ein, darunter auch die Serenade für Tenor, Horn und Orchester von Benjamin Britten, „Des canyons aux étoiles“ für Klavier, Horn und Orchester von Olivier Messiaen und das Konzert Es-Dur für Horn und Orchester von Franz Anton Rösler, genannt Rosetti. Er spielte auch die Uraufführungen zahlreicher Werke, die für ihn komponiert wurden, u. a. von Dieter Schnebel, Werner Heider und Gerhard Stäbler.
1982 gestaltete er Konzerte u. a. bei der Konzertreihe „Musica Antiqua“ im Germanischen Nationalmuseum in historisch informierter Aufführungspraxis auf Naturhorn, zusammen mit Ernst Gröschel, Hammerklavier. Er war zudem 20 Jahre Dozent für Horn an der Fachakademie für Musik, am Meistersingerkonservatorium Nürnberg und war 2001 Kurator des Kammerensemblewerk „Kodex“, für Sopran und Ensemble von Christoph Staude (Musik), 2006 beim Oratorium „Kohlenmonoxyd“ von Karola Obermüller (Musik) und Gabriele Strassmann (Text) und 2011 bei „demnach“, ein entfaltetes Quartett für Horn-Solo und Aktionsgruppe mit Skateboardern, Betonmischmaschinen und Staubsaugern von Gerhard Stäbler (Musik) und Frank Schablewski (Text). 2008 war er Mitgründer der Gruppe „Autorenmusik“ in der „Echtzeithalle“ in München.

## Ehrungen
- 2009: Friedrich-Baur-Preis (Laudatio: Hans Rudolf Zeller)
- 2017: Concerto bavarese: Zum 70. Geburtstag des Hornisten Wilfried Krüger (Bayern 2; 20. Dezember 2017)
- 2018: Preis der Stadt Nürnberg (für seine 35-jährige künstlerische Arbeit als Hornist und künstlerischer Leiter des Nürnberger Ensembles Pegnitzschäfer – Klangkonzepte)

## Uraufgeführte Werke (Neue Musik)
- Holmer Becker: Largo für Horn; Impromptu für Horn und Harfe (1988 für Horn und Orgel); Du hochgebaute Stadt (2012) für Holzblasquintett, Pauken und Klavier (Text: Michael Herrschel); Ciacona (2012) für Horn und Orgel
- Holmer Becker: Nachts, wenn das Getreide aufschimmert (2021), Kantate nach Texten von Ivan Blatný für Sprecher, Mezzosopran, Tenor und Ensemble
- Helmut Bieler: Bewegte Flächen (2002) für Horn und Orgel (2012 für Horn und Ensemble); Hannas Dank und Ruths Klage (2010) für Sopran, Alt, Horn, Posaune, Klavier und Orgel (Text: Michael Herrschel/Heide I. Bieler)
- Jiří Bezděk: Vocatus atque non vocatus deus aderit (2021), Kantate nach Texten von Pavel Kolmačka für Sprecher, Mezzosopran, Tenor und Ensemble
- Volker Blumenthaler: Poem oder 11. September 1973 (1988) für Sopran und Horn (Text: Pablo Neruda)
- Volker Blumenthaler: Tyrian purple (2018) für Horn und Violoncello
- Volker Blumenthaler: Malachit/chrysokolla (2019) für Horn Solo
- Volker Blumenthaler: ...nicht mit Rosenwasser gemacht... (2019) für Sopran, Sprecher, 2 Trompeten, Horn, Posaune, Tuba und Schlagzeug (Text: Hans Sachs, Aristophanes, Anita Augspurg, Hilde Dohm und Rosa Luxemburg)
- Volker Blumenthaler: Drei Farben (2019) für Horn u. Cello
- Volker Blumenthaler: Dein Gesicht, mein Gesicht (2021) für Sopran, Bariton, Horn, Violoncello und Klavier (Text: Otto Winzen)
- Volker Blumenthaler: die männer die steine (2023). Eine Threnodie nach einer Idee von Wilfried Krüger (Kurator). Text von Klaus Missbach. Ein Projekt der Pegnitzschäfer-Klangkonzepte in Zusammenarbeit mit dem Staatstheater Nürnberg unter der Schirmherrschaft von Renate Schmidt
- Hwei-Lee Blumenthaler-Chang: Wellen des Jangtse (2016) für Countertenor, Horn, Violoncello und Schlagzeug (Text: Yang Shen)
- Nikolaus Brass: Solo (2014) für Horn
- Dieter Buwen: Kanne Blumma (2014) für Sopran und Ensemble (Text: Gerhard Falkner)
- Dieter Buwen: Aus den hinterlassenen Träumen (2014)
- Dieter Buwen: Die letzte Posaune (2016) für Horn und Orgel
- Dieter Buwen: Am Brunnen vor dem Turme (2019) für Blechbläserquintett
- Mercè Capdevila: Fons de mar (2003) für Horn, Orgel und Tonband
- Martin Daske und Farah Syed: Foliant 26 (1990) für Horn
- Violeta Dinescu: Zerrspiegel III (1998) für Blockflöte und Horn
- Christian Martin Gabriel: Verheißung der Glocken (2012) für Holzblasquintett, Pauken und Klavier (Text: Michael Herrschel)
- Christian Gabriel: Der Hitler muss weg; Georg-Elser-Jazz-Oratorium (19. Juli 2015); nach einem Ideenkonzept von Wilfried Krüger
- Wolfram Graf: Konsonant (2001) für Horn; Weite (2002) für Horn und Orgel
- Julian Habryka: Hasava (2010) für Sopran, Alt, Horn, Posaune, Klavier und Orgel
- Heinrich Hartl: Meditation 89 (op. 43; 1989) für Horn und Orgel
- Klaus Hashagen: Till’frieds lustige Hornstreiche (1990) für Horn; Legende (1994) für Horn und Klavier; Sechs Corniaturen (1997) für Horn und Ensemble
- Werner Heider: Verheißung (1988) für Horn; Hymnus (2007) für Horn (2012 für Horn und Ensemble)
- Werner Heider: Krügers Horn-Blues (2018) für Horn solo
- Bernhard Matthias Hoffmann: Héd (2010) für Sopran, Alt, Horn, Posaune, Klavier und Orgel
- Dorothea Hofmann: Maria von Magdala (2010), Biblische Szenen für Sopran, Alt, Horn, Posaune, Klavier und Orgel
- Dorothea Hofmann: Elias für Horn und Orgel (2014)
- Waldram Hollfelder: Fantasie VI (2002) für Horn
- Eva-Maria Houben: sarah (2010) für zwei Singstimmen, Horn, Posaune, Klavier und Orgel; aus den fliegenden blättern eines fahrenden waldhornisten (2013) für Horn; der wandler (2013) für Horn
- Eva-Maria Houben: der Wandler (2014), Hornsolo
- Eva-Maria Houben: Gesang 1 für Horn in F und Orgel aus: Gesänge des Tages und der Nacht (2016)
- Eva-Maria Houben: echo fantasy I , II (2018) für Horn u. Orgel
- Hans Kraus-Hübner: Paraphrase über die Meistersinger von Nürnberg für 3 Blechbläser (2015)
- Hans Kraus-Hübner: Divergenza (2016) für Horn, Orgel und Elektronik; Mäander für Horn und Elektronik (1. Fassung 2015, 2. Fassung 2016)
- Hans Kraus-Hübner: Riss 1 + 2 + 3 (2017) für Horn und Live-Elektronik (anlässlich des 35-jährigen Jubiläums der Pegnitzschäfer–Klangkonzepte: Laudatio Renate Schmidt, Bundesministerin für Familie, Senioren, Frauen und Jugend a. D.)
- Hans Kraus-Hübner: Zufällige Antworten (2018) für Horn und Elektronik. St. Egidienkirche Nürnberg
- Hans Kraus-Hübner: Il ricordo diCaccini (2019) für Blechbläserquintett
- Hans Kraus-Hübner: Duale Cantilenen (2019) für Klarinette u. Horn
- Wilfried Jentzsch: Paysages Cor (1989) für Horn und Tonband
- Dagfin Koch: Time Quarry (2014), Kammerensemble
- Péter Köszeghy: Souls (Magic) (2016) für Horn, Violine und Cello
- Wilfried Krüger: Capricen No. 1 (2015) für Horn, Klavier, Kontrabass u. Computer
- Horst Lohse: Die Sirenen noch im Ohr (2004) für Horn; Sabelita-Szenen 2/4/9/17 (2011/12) für Stimme(n) und Ensemble (Texte: Michael Herrschel); Spirits of the Dead (1984/2013) für mittlere Stimme und Horn (Texte: Edgar Allan Poe)
- Gottfried Müller: Fantasie über „Ach Gott, vom Himmel sieh darein“ für Horn und Streichquartett
- Karsten Neumann und Wilfried Krüger: abbau west (2002) für Horn
- Karola Obermüller: Für Wilfried (2008) für Horn
- Vivienne Olive: Scarista Bull (1990/91) für Horn
- Kurt Dietmar Richter: Elegia (1987) für Horn (zu Bildern von Gerhard Altenbourg; aus Marienbader Elegien)
- Jorge Rotter: Musik für Blechbläser (2000),
- Jorge Rotter: Scherzo für Flöte, Klarinette, Horn und Posaune (2020)
- Rainer Rubbert: Relations (1986) für Horn und Schlagzeug; Extraits (2008) für Horn
- Grazia Salvatori: Allegretto (2002) für Horn und Cembalo; Tu scendi dalle stelle (2003) für Horn und Orgel
- Franz Schillinger: Insisting Voices (2003) für Horn
- Roland Schmidt: Profound Longing (2000) für Horn
- Roland Schmidt: Der Gaukler für 3 Blechbläser (2000)
- Dieter Schnebel: Rufe (2006) für Horn und Violoncello
- Johannes S. Sistermanns, Hans Kraus-Hübner, Uwe Ebert & Wilfried Krüger: Der Raum des unerwarteten Klanges II (2019) für Exiter, Basalt-Lava-Stein, Stimme, Elektronik und Horn
- Gerhard Stäbler: demnach (2010). Entfaltetes Quartett für Horn solo und Aktionsgruppen mit Skateboards, Betonmischmaschinen und Staubsauger (ad libitum)
- Gerhard Stäbler: Scheibenformen (2014), Hornsolo
- Walter Steffens: Die Neuen Wilden: Neger Banane Erdbeere (1990) für Horn und Schlagzeug (nach einem Bild von Dieter Truttenbach)
- Uwe Strübing: Aber die Wüste wird blühen wie die Lilien… (2000) für Horn und Orgel; Am Ufer. Sommerabend (2001), Synästhesie für Horn und Harfe; Dem Unendlichen (2003) für Mezzosopran, Klarinette, Horn, Violine und Orgel (Text: Friedrich Gottlieb Klopstock)
- Witold Szalonek: Medusa’s Dream of Pegasus (1997) für Flöte und Horn
- Lorenz Trottmann: Die Waisen. Sieben Augenblicke eines Jahrmarkts (2012) für Holzblasquintett und Klavier (Text: Michael Herrschel)
- Knut Vaage: Someone, Sinfonietten (2014)
- Hans Rudolf Zeller: Blablamata (1963), Sprechstück (eingerichtet für 5 Sprecher von Wilfried Krüger)
- Hans Rudolf Zeller/Wilfried Krüger: Blablamata (1963/2018) für Sprecher-Ensemble
- Hans Rudolf Zeller: Luftzüge (2014), Hornsolo

## Autorenensemble
- Dieter Trüstedt und Wilfried Krüger: Schattenvogel (2008) für Horn und Computer-Chin
- Dieter Trüstedt, Wilfried Krüger, Hans Wolf: Horn, Klavier, Fraktal und zwei Steine (2013)
- Wilfried Krüger, Elmar Guantes, Hans Wolf, Dieter Trüstedt: Materialzonen (2014)
- Wilfried Krüger, Elmar Guantes, Hans Wolf, Dieter Trüstedt: Spuren der Polymetrik (2014)
- Dieter Trüstedt, Wilfried Krüger: Falschfarben (2014)
- Dieter Trüstedt, Wilfried Krüger: Leonhard Euler klatscht in die Hände (2015) für Horn und Pure Data
- Wilfried Krüger, Dieter Trüstedt, Elmar Guantes u. Hans Wolf: Bilder aus der Tonwerkstatt (2015)
- Wilfried Krüger, Dieter Trüstedt u. Karsten Neumann: Voyage du café (Fassung 2016) für Horn, Elektronik u. Performer
- Wilfried Krüger, Elmar Guantes, Dieter Trüstedt: Klang des Rauschens (2016)
- Dieter Trüstedt, Elmar Guantes, Hans Wolf, Wilfrid Krüger u. a. 9. Akustische Intervention (2019) für Ensemble
- Wilfried Krüger, Dieter Trüstedt, Volker Blumenthaler: Drehorgel (2019)
- Hans Wolf, Elmar Guantes, Wilfried Krüger, Dieter Trüstedt: Signifikanz (2019) für Klavier, Kontrabass, Horn und Pure Data
- Dieter Trüstedt/Wilfried Krüger: Hesiod (2020) für Pure Data und Horn